# Aphanotrigonum dissitum
Aphanotrigonum dissitum är en tvåvingeart som beskrevs av Nartshuk 1976. Aphanotrigonum dissitum ingår i släktet Aphanotrigonum och familjen fritflugor. Inga underarter finns listade i Catalogue of Life.